# 米蘭理工大學
米蘭理工大學（義大利語：Politecnico di Milano）是位於義大利米蘭的一所國立大學，目前拥有七个校区。創立於1863年，是米蘭歷史最悠久的大學，也是意大利规模最大的科技類大學，約有42000個學生，是一所历史悠久、专业分布广泛、师资力量雄厚的理工大学。
米蘭理工大學是歐洲乃至世界的頂尖理工大學之一，在設計、建築、工程、航空航天等學科方面具有世界領先地位和卓越聲望。在2019 QS世界大学综合排名中，米蘭理工大學在意大利国内排名第1位，世界排名第156位。在2019 QS世界大學專業排名中，艺术与设计排名第6位、建築學排名第11位、土木工程排名第7位、机械和制造工程排名第16位、电子与电气工程排名23位，并且数学、物理与空间科学、材料科学、化学工程也都排在50-100位。其与瑞士苏黎世联邦理工学院、德国亚琛工业大学、荷兰代尔夫特理工大学、瑞典查尔姆斯理工大学构成欧洲顶尖工科高校联盟IDEA联盟。
米兰理工大学的主校区位于米兰市区的大学城（Città Studi）内，米兰市内的另一校区则位于米兰西郊的Bovisa区，在米兰市外的科莫、莱科、曼托瓦、克雷莫纳以及皮亚琴察这五座城市还分布有规模较小的校区。
在意大利有三所"Politecnico"（理工大学，只教授工程、建筑和设计），分别位于米兰，都灵和巴里。他们都被学生口头称为"Poli"。
学校的校徽来自拉斐尔·圣齐奥的湿壁画雅典学院。该画现收藏于梵蒂冈的梵蒂冈博物馆。

## 历史

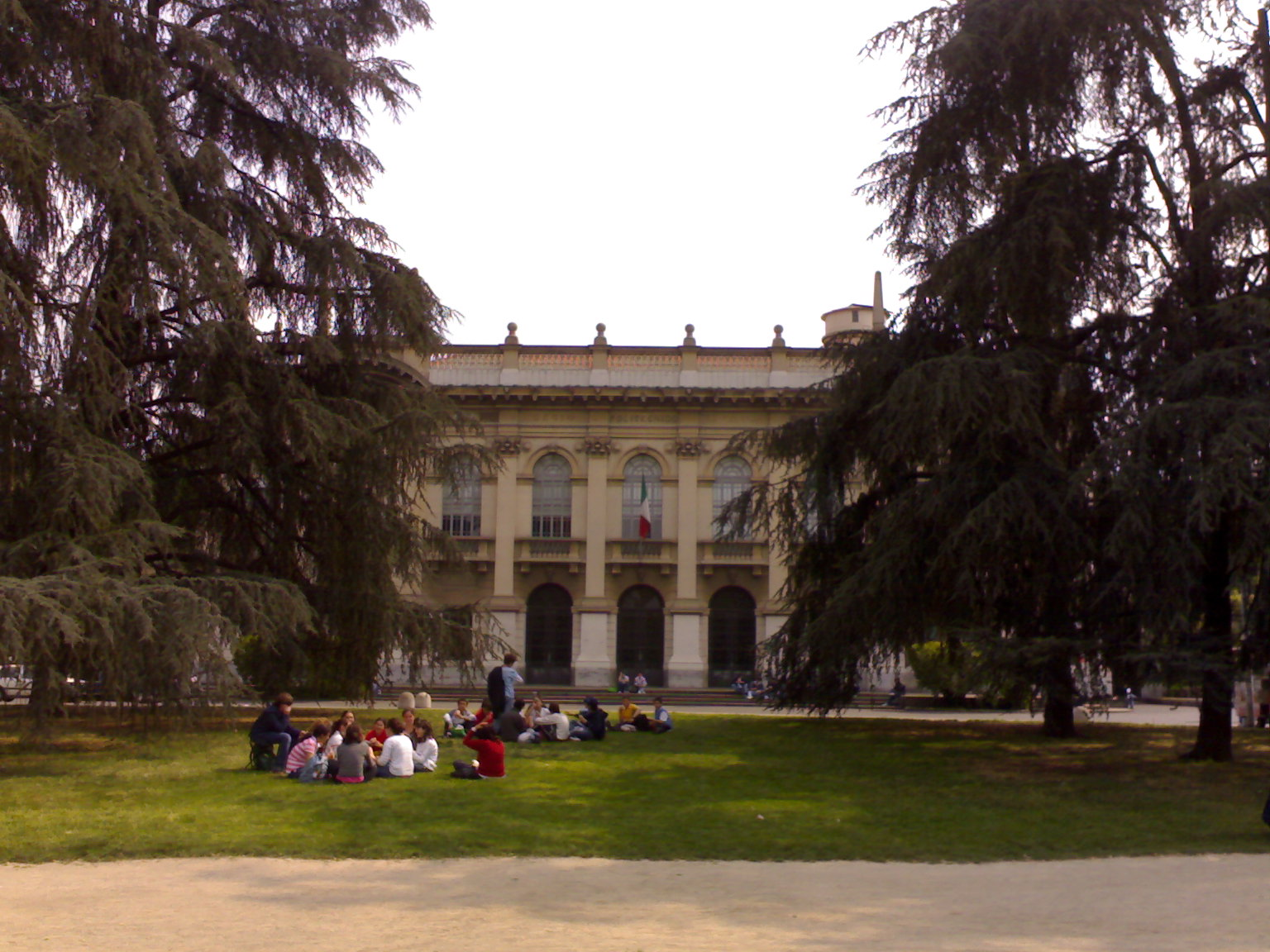
学校的主校址

米兰理工大学在弗朗切斯科·布里奥斯奇的领导下创立于1863年，原名为“高等技术研究所”（Istituto Tecnico Superiore）在创办之初只教授民用工程与工业工程。为了沿袭德语国家开办理工学院的传统，包括学者、教授、地方行政部门（米兰市、米兰省、商务部以及法国伦巴省储蓄银行）、文化社团以及来自久负盛名的米兰家族的企业家在内的群体，经过精心计划，将大学定址于曾经的赫爾維蒂學院（Collegio Elvetico），也就是现如今的参议院(Via Senato)。
十九世纪末二十世纪初，西方教育界的进步主义与改造主义的思潮为创建学校提供了理想的大环境，让卡洛·卡塔内奥提出的理念得以实现。通过他的“Politecnico”杂志，这位来自米兰的理论家传播着通过科学进步来逐步实现政治进步和社会发展的理念。
学校于1863年11月29日正式招生，注册学生人数为36人。1865年，并入原来布雷拉美术学院建筑系，进行院系整合后，成立了学院建筑系，成为米兰理工大学建筑系的前身。受卡米洛·波伊多的启发，新的课程更加注重与传统艺术的联系。1865年起，为民用建筑师设立的特殊部门开始遵循新制定的教学定位，此后根据该教学定位，学校始终致力于高等工程技术研究领域的教学和研究。这些措施促成了一座真正意义上的现代建筑高等学府的形成，而这种学府在当时的意大利尚属首家。
朱塞佩·科伦坡继布里奥斯奇后，于1897年至1921年间担任院长职务。他执掌学院期间，凭借加强学院和工业界的联系以及创立类似爱迪生公司（Società Edison）这样的新型公司来进一步推动学院的发展，而爱迪生公司在电器工业的发展进程中也成功扮演了非同寻常的推动者的角色。被公认为意大利工程学始祖同时也是意大利参议员的科伦坡，是具有重要意义的《工程师手册》的撰写者。
1927年，学校迁至目前的校址达芬奇广场（Piazza Leonardo da Vinci），即现在的大学城（Citta' Studi)，并于9月22日对外招生。在那一时期，学院被命名为皇家理工学院（Regio Politecnico）。1937年，学校正式更名为米兰理工大学。1942年，大学开始使用来源于拉斐尔名画《雅典学院》的标志。1954年欧洲第一个电子计算中心在米兰理工大学运营。1977年，天狼卫星（SIRIO）由米兰理工大学和其它公司合作研制并成功发射。20世纪80年代末开始，米兰理工大学开始扩展其它校区。1993年，开设工业设计课程。
自建校以来，米兰理工大学不断成长，通过培养无数教授、研究人员和企业家，在建筑设计、工程技术、产品设计以及航空领域发挥着举足轻重的作用，并创造和改写了意大利乃至整个世界的科研历史。
如今，米兰理工大学有7个校区。米兰理工大学在其各个分校区（Milano - Leonardo、Milano - Bovisa、Como、Cremona、Lecco，Mantova和Piacenza）为所有学生提供世界最先进的科研实验室。

## 校区
学校拥有七个校区:
- Campus Leonardo, 位于米兰的Piazza Leonardo da Vinci，从1927年开办至今; 从那时起，校区有所扩张。如今由互相靠近的几个小校区组成 (campus Leonardo, campus Bonardi, campus Clericetti, campus Mancinelli, campus Gran Sasso和campus Colombo)。
- Campus Bovisa,位于米兰的Bovisa区，从1989年开办至今; campus Bovisa如今由1994年开办的campus Durando和1997年开办的campus La Masa组成 。
- Campus Como, 位于科莫市，从1987年开办至今。
- Campus Cremona,位于克莱莫纳，从1987年开办至今。
- Campus Lecco, 位于莱科市，从二十世纪90年代初开办至今。
- Campus Mantova, 位于曼托瓦市，从1999年开办至今; 校址前生是所孤儿院, 由建筑师Paolo Pozzo在19世纪设计。
- Campus Piacenza,位于皮亚琴查市，从1997年开办至今。

### 录取
米兰理工大学的本科课程录取需要学生参加入学考试，诣在检测学生的入学准备程度。考试的主要目标是找出学生的不足，以便选报额外的课程（如有需要）。只有一些课程严格控制入学人数, 虽然大学对每个课程都有规定入学名额。
建筑，设计和工程建设系的入学考试分为五部分: 逻辑和常识; 历史; 绘画; 数学和物理; 英语。
除了工程建设系外的其他工程系的入学考试分为四部分: 英语; 逻辑和数学统计; 语言理解; 物理。
米兰理工大学的研究生课程需要意大利本国或其他国家的学士学位。不同科系还有一些各自的额外要求，比如获取学士学位花费了多长时间，在读本科时的平均分等。
米兰理工大学也开设Dottore di Ricerca (Ph.D.), MBA的课程。

### 构成
米兰理工大学有十七个部:  （页面存档备份，存于）
- Architettura e Pianificazione (DIAP) (建筑和规划)
- Bioingegneria (生物工程学)
- Chimica, Materiali e Ingegneria Chimica "Giulio Natta" (化学)
- Elettronica e Informazione (DEI) (电子学和信息技术)
- Elettrotecnica (电子工程)
- Energetica (能量工程)
- Fisica (物理学)
- Industrial Design, Arti, Comunicazione e Moda (INDACO) (工业设计, 艺术, 视觉传播 和 时装设计)
- Ingegneria Aerospaziale (航空航天工程)
- Ingegneria Gestionale (DIG) (工程管理)
- Dipartimento di Ingegneria Civile e Ambientale (DICA) (土木与环境工程系) （页面存档备份，存于）
- Ingegneria Nucleare (核工程学)
- Matematica "Francesco Brioschi" (数学)
- Meccanica (机械)
- Progettazione dell’Architettura (建筑设计)
- Scienza e Tecnologie dell'Ambiente Costruito (BEST) (环境建造的科学技术)

## 知名校友
- 卡彌洛·博伊托（英语：Camillo Boito），建筑修复和遗产保护先驱，短篇小说作家。提出“修复文法八要素”（restauro filologico），对古建筑修复理论有重要影响。其修复作品包括米兰、帕多瓦和威尼斯的一些古建筑。
- 恩里克·弗拉尼尼，在1877年发明世界上第一个以电动机为动力直升机的工程师和航空专家，也是飞艇和水上飞机研究的先驱。
- 喬瓦尼·巴蒂斯塔·皮雷利（英语：Giovanni Battista Pirelli），工程师、企业家。倍耐力Pirelli轮胎创始人。Pirelli是目前世界第五大轮胎制造商。
- 吉奧·龐蒂（英语：Gio Ponti），建筑师、设计师、杂志创办人。Ponti椅的设计者与著名建筑杂志《Dumos》的创办人。
- 萨尔瓦托雷·夸西莫多，诗人、文学家。曾在米兰理工大学进修建筑工程，1959年诺贝尔文学奖得主。
- 居里奥·纳塔有机化学家，毕业于米兰理工大学并留校任教。聚合反应催化剂研究上作出很大贡献，因此与德国化学家卡尔·齐格勒共同获得1963年诺贝尔化学奖。
- 达里奥·福，劇作家，戲劇導演，1997年諾貝爾文學獎得主。
- 阿希尔·卡斯蒂格利尼，传奇建筑师、设计师。
- 阿尔多·罗西，建筑师，毕业于米兰理工大学并留校任教。1990年度普利兹克建筑奖得主。
- 伦佐·皮亚诺，建筑师，高技派建筑师的代表。毕业于米兰理工大学并留校任教。1998年度普利兹克建筑奖得主。
- 保拉·安特那利，建筑师，设计师。现任纽约现代艺术博物馆建筑与设计部馆长。
- 马西莫·维涅里，著名现代主义平面设计师和产品设计师。 Vignelli Associates公司创始人。 他曾设计IBM（电脑）、Knoll（家具）、Bloomingdale's（百货）和美国航空的品牌标志。
- 盖·奥伦蒂，女建筑师、照明和室内设计师、工业设计师、舞台设计师。作品以对于历史与现代的有机融合而闻名。
- 吉安法藍科‧費雷（英语：Gianfranco Ferré），时装设计师。曾任Dior首席设计师，6次获得黄金眼獎（Occhio d'Oro）。
- 馬里奧·貝利尼（英语：Mario Bellini），建筑师和设计师，步入设计界60多年以来，致力于提升意大利本土设计的国际影响力。曾8次获得素有设计“诺贝尔奖”之称的金罗盘奖。
- 德梅特里奧·斯特拉托斯（英语：Demetrio Stratos），音乐家、现代实验音乐先驱、著名词曲作家。毕业于米兰理工大学建筑系。
- 弗朗切斯科·吉瓦齊（英语：Francesco Giavazzi），经济学家、银行家。曾任 Centre for Economic Policy Research (CEPR)研究员,欧盟委员会经济顾问，意大利经济委员会顾问。
- 史蒂芬洛‧佩西納（英语：Stefano Pessina），商人。Walgreens Boots Alliance首席执行官兼常务副会长。截止2015年6月，净资产达133亿美元。毕业于米兰理工大学核物理专业。
- 馬可·杜利高（英语：Marco Dorigo），人工智能科学家。荣获欧盟委员会授予的2003年度居里夫人成果奖（Marie Curie Research Excellence Award）。
- 史蒂法諾·博埃里（英语：Stefano Boeri），建筑师，设计师，知名策展人。现任米兰理工大学教授，哈佛大学建筑学院研究生教授，曾执教于麻省理工大学、哥伦比亚大学。曾任知名建筑杂志DOMUS主编，曾任米兰市主管文化设计方面的副市长，同时也是2015年米兰世博会的总规划师和命题人。1989年毕业于米兰理工大学建筑系。

## 学术活动
米兰理工大学开设32个初级学士学位课程。其中包括计算机工程在线课程，意大利首个在线大学课程，和传统的计算机工程课程完全相同; 所有课程都由大学教授通过网络讲解，期末考试在科莫校区进行。
多样的课程是为了适应伦巴第大区当地的需求。伦巴第大区是欧洲最发达的工业区域之一。注册学生人数大约三万八千人，使之成为意大利最大的工程，建筑和工业设计机构。
米兰理工大学开设了一些国际学生交流项目, 并提供外国学生若干英语授课课程选择。学校加入了欧洲电子工程学院学生交流网络，ENTREE，同时也是 Top Industrial Managers for Europe (TIME)网络的会员。

### 图书馆系统
米兰理工大学的图书馆系统在校内的所有图书馆拥有超过四十七万份资料。该系统由中央图书馆（最重要的是'中央工程图书馆'和'中央建筑图书馆'）和为帮助学生备考而建立的教学图书馆。在图书馆系统登记过的书名可通过一个叫做OPAC (Online Public Access Catalogue)的网上搜索引擎查询。
从2004年秋季开始, 米兰理工大学拥有自己的出版交易商标, 叫做Polipress,诣在发表大学研究成果。Polipress也出版免费的Politecnico期刊。